# Woodruff (condado de Oneida)
Woodruff es un lugar designado por el censo ubicado en el condado de Oneida en el estado estadounidense de Wisconsin. En el Censo de 2010 tenía una población de 966 habitantes y una densidad poblacional de 260,09 personas por km².

## Geografía
Woodruff se encuentra ubicado en las coordenadas 45°53′40″N 89°41′28″O / 45.89444, -89.69111. Según la Oficina del Censo de los Estados Unidos, Woodruff tiene una superficie total de 3.71 km², de la cual 3.65 km² corresponden a tierra firme y (1.74%) 0.06 km² es agua.

## Demografía
Según el censo de 2010, había 966 personas residiendo en Woodruff. La densidad de población era de 260,09 hab./km². De los 966 habitantes, Woodruff estaba compuesto por el 92.03% blancos, el 0.21% eran afroamericanos, el 3.52% eran amerindios, el 0.41% eran asiáticos, el 0% eran isleños del Pacífico, el 1.45% eran de otras razas y el 2.38% pertenecían a dos o más razas. Del total de la población el 3.83% eran hispanos o latinos de cualquier raza.